# Lømlerne
Lømlerne (originaltitel: Les mistons) er en fransk kortfilm af Francois Truffaut, baseret på en novelle af Maurice Pon.

## Handling
Filmen handler om en gruppe drenge i puberteten, der udspionerer et voksent pars kærlighedsmøder og da de ikke selv har udlevet kærligheden, reagerer de aggressivt overfor det voksne pars kærlighed og terroriserer dem. Ubevidst ønsker de at manden skal dø, hvilket også sker.

## Medvirkende
- Bernadette Lafont : Bernadette
- Gérard Blain : Gérard
- Michel François : fortælleren
- Alain Baldy, Robert Bulle, Henri Demaegdt, Dimitri Moretti, Daniel Ricaulx : lømlerne